# HMC (hockeyclub)
Hockeyclub MaartensCollege (thans Harense Mixed Club geheten) was een Nederlands hockeyclub uit het Groningse Haren.
De club is ontstaan als schoolhockeyclub van het Maartenscollege op 10 september 1952. Sinds 1958 speelde de club op de velden achter het schoolgebouw, nabij Stadion Esserberg. In de jaren 60 was de club een begrip in het noordelijke district. De club behaalde verscheidene keren het kampioenschap van het noorden. Daardoor mocht de club als zodanig meestrijden om het landskampioenschap. Gerard Hijlkema hockeyde in zijn carrière enige jaren bij HMC. Er ontstond in die tijd een prestigestrijd met een andere voormalige schoolclub: IHHC. In de jaren 70 zakte het topniveau weg en in de jaren 80 wilde de club af van het imago als schoolhockeyclub. HMC veranderde de afkorting in Harense Mixed Club of Hockey Mixed Club. Toch bleef de club dat imago behouden door de locatie achter het Maartenscollege.
HMC kwam in geldnood door exploitatie van tennisvelden en kunstgras, noodgedwongen moest er een andere weg worden ingeslagen. In juni 1997 werd een fusie aangegaan met HC Eelde en hield HMC op te bestaan.